# Helinä Marjamaa
Helinä Marjamaa, i början av karriären Helinä Laihorinne, född 5 juni 1956, är en finländsk före detta friidrottare, specialiserad på kortdistanslöpning. Marjamaa dominerade de korta sprintdistanserna på nationell nivå under slutet av 1970- och början av 1980-talet. På internationell nivå nådde hon en mästerskapsfinal när hon blev sexa på 100 meter vid VM på hemmaplan 1983. Vid samma mästerskap tog hon sig till semifinal på 200 meter och deltog i det finska lag som blev utslaget i försöksheat på 4×100 meter.
Vid OS i Los Angeles 1984 förlorade Marjamaa sista finalplatsen på 100 meter med en hundradels sekund till kanadensiskan Angella Taylor-Issajenko, som senare erkänt att hon var dopad vid den tiden. Marjamaa nådde semifinal även på 200 meter, men där var en finalplats mer avlägsen. Vid OS i Moskva 1980 hade hon tagit sig vidare från försöken på 100 meter på tid, men kom inte till start i semifinalen.

## Personliga rekord
| Gren      | Resultat | Datum           | Plats       | Kommentar                                   |
| --------- | -------- | --------------- | ----------- | ------------------------------------------- |
| 100 meter | 11,13    | 19 juli 1983    | Lahtis      | Ännu gällande finskt rekord (februari 2010) |
| 200 meter | 22,86    | 13 augusti 1983 | Helsingfors |                                             |